# Madysaurus sharovi
Madysaurus sharovi è un terapside estinto, appartenente ai cinodonti. Visse nel Triassico medio (circa 240 milioni di anni fa) e i suoi resti fossili sono stati ritrovati in Kirghizistan.

## Classificazione
I fossili di questo animale sono stati descritti per la prima volta nel 2005, e sono stati attribuiti a un membro particolarmente primitivo dei cinodonti (il gruppo di terapsidi tra cui sono presenti gli antenati dei mammiferi). I fossili provengono dalla formazione Madygen, una formazione geologica di estrema rilevanza paleontologica a causa degli antichi depositi lacustri e fluviali che abbondano di fossili come Sharovipteryx e Longisquama.